# Gouvernement Margarian I
Arménie
A. Sargsian Margarian II
Le gouvernement Margarian I est le gouvernement de l'Arménie du 12 mai 2000 au 25 mai 2003.

## Majorité et historique
Il s'agit du premier gouvernement formé par Andranik Margarian. 
Il est soutenu par le Parti républicain d'Arménie et la Fédération révolutionnaire arménienne.
Il est remanié en 2003,.

## Composition

### Initiale
- Les nouveaux ministres sont indiqués en gras, ceux ayant changé d'attributions en italique.

| Poste                                                | Titulaire | Titulaire           | Parti |
| ---------------------------------------------------- | --------- | ------------------- | ----- |
| Premier ministre                                     |           | Andranik Margarian  | HHK   |
| Ministre de l'Administration territoriale            |           | Hovik Abrahamian    | HHK   |
| Ministre de l'Agriculture                            |           | Zaven Gevorgian     | Sans  |
| Ministre des Affaires étrangères                     |           | Vardan Oskanian     | HHK   |
| Ministre de la Culture, de la Jeunesse et des Sports |           | Roland Charoian     | FRA   |
| Ministre du Commerce et du Développement économique  |           | Karen Chechmaritian | Sans  |
| Ministre de la Défense                               |           | Serge Sarkissian    | Sans  |
| Ministre du Développement urbain                     |           | Aram Haroutiounian  | HHK   |
| Ministre de l'Éducation et des Sciences              |           | Edouard Ghazarian   | Sans  |
| Ministre des Finances et de l'Économie               |           | Vardan Khachatrian  | Z     |
| Ministre de l'Énergie                                |           | Karen Galoustian    | Sans  |
| Ministre de l'Industrie                              |           | David Zadoian       | Sans  |
| Ministre de la Justice                               |           | Davit Haroutounian  | HHK   |
| Ministre de l'Environnement                          |           | Mourad Mouradian    | Sans  |
| Ministre des Revenus d'État                          |           | David Vardanian     | Sans  |
| Ministre de la Santé                                 |           | Ararat Mkrtchian    | HHK   |
| Ministre de la Sécurité nationale                    |           | Karlos Petrosian    | Sans  |
| Ministre des Transports et des Communications        |           | Edward Madatian     | Sans  |
| Ministre du Travail et des Affaires sociales         |           | Aghvan Vardanyan    | FRA   |

### Remaniement de mars 2002
- Les nouveaux ministres sont indiqués en gras, ceux ayant changé d'attributions en italique.

| Poste                                                | Titulaire | Titulaire           | Parti |
| ---------------------------------------------------- | --------- | ------------------- | ----- |
| Premier ministre                                     |           | Andranik Margarian  | HHK   |
| Ministre de l'Administration territoriale            |           | Hovik Abrahamian    | HHK   |
| Ministre de l'Agriculture                            |           | Davit Zadoian       | Sans  |
| Ministre des Affaires étrangères                     |           | Vardan Oskanian     | HHK   |
| Ministre de la Culture, de la Jeunesse et des Sports |           | Roland Charoian     | FRA   |
| Ministre du Commerce et du Développement économique  |           | Karen Chechmaritian | HHK   |
| Ministre de la Défense                               |           | Serge Sarkissian    | Sans  |
| Ministre du Développement urbain                     |           | Aram Haroutiounian  | HHK   |
| Ministre de l'Éducation et des Sciences              |           | Levon Mkrtchian     | FRA   |
| Ministre des Finances et de l'Économie               |           | Vardan Khachatrian  | Z     |
| Ministre de l'Énergie                                |           | Armen Movsissian    | HHK   |
| Ministre de la Justice                               |           | Davit Haroutounian  | HHK   |
| Ministre de l'Environnement                          |           | Vardan Ayvazian     | HHK   |
| Ministre des Revenus d'État                          |           | Yervand Zakarian    | HHK   |
| Ministre de la Santé                                 |           | Ararat Mkrtchian    | HHK   |
| Ministre de la Sécurité nationale                    |           | Karlos Petrosian    | Sans  |
| Ministre des Transports et des Communications        |           | Andranik Manoukian  | H     |
| Ministre du Travail et des Affaires sociales         |           | Aghvan Vardanyan    | FRA   |

### Remaniement de mars 2003
- Les nouveaux ministres sont indiqués en gras, ceux ayant changé d'attributions en italique.

| Poste                                                | Titulaire | Titulaire           | Parti |
| ---------------------------------------------------- | --------- | ------------------- | ----- |
| Premier ministre                                     |           | Andranik Margarian  | HHK   |
| Ministre de l'Administration territoriale            |           | Hovik Abrahamian    | HHK   |
| Ministre de l'Agriculture                            |           | Davit Vardanian     | Sans  |
| Ministre des Affaires étrangères                     |           | Vardan Oskanian     | HHK   |
| Ministre de la Culture, de la Jeunesse et des Sports |           | Roland Charoian     | FRA   |
| Ministre du Commerce et du Développement économique  |           | Karen Chechmaritian | HHK   |
| Ministre de la Défense                               |           | Serge Sarkissian    | Sans  |
| Ministre du Développement urbain                     |           | Aram Haroutiounian  | HHK   |
| Ministre de l'Éducation et des Sciences              |           | Levon Mkrtchian     | FRA   |
| Ministre des Finances et de l'Économie               |           | Vardan Khachatrian  | Z     |
| Ministre de l'Énergie                                |           | Armen Movsissian    | HHK   |
| Ministre de la Justice                               |           | Davit Haroutounian  | HHK   |
| Ministre de la Protection de la nature               |           | Vardan Ayvazian     | HHK   |
| Ministre des Revenus d'État                          |           | Yervand Zakarian    | HHK   |
| Ministre de la Santé                                 |           | Ararat Mkrtchian    | HHK   |
| Ministre de la Sécurité nationale                    |           | Karlos Petrosian    | Sans  |
| Ministre des Transports et des Communications        |           | Andranik Manoukian  | H     |
| Ministre du Travail et des Affaires sociales         |           | Razmik Martirosian  | HHK   |